# 厢房水库
厢房水库是中国辽宁省营口市境内的一座水库，建于1969年。水库正常库容为177万立方米，集雨面积为5.5平方千米，海拔为560米。